# Laufeia perakensis
Laufeia perakensis là một loài nhện trong họ Salticidae.
Loài này thuộc chi Laufeia. Laufeia perakensis được Eugène Simon miêu tả năm 1901.